# Rifugio Casarota
Il rifugio Casarota - "Livio Ciola"  è un rifugio situato nel comune Altopiano della Vigolana (TN), nel gruppo della Vigolana a 1572 m.s.l.m..

## Storia

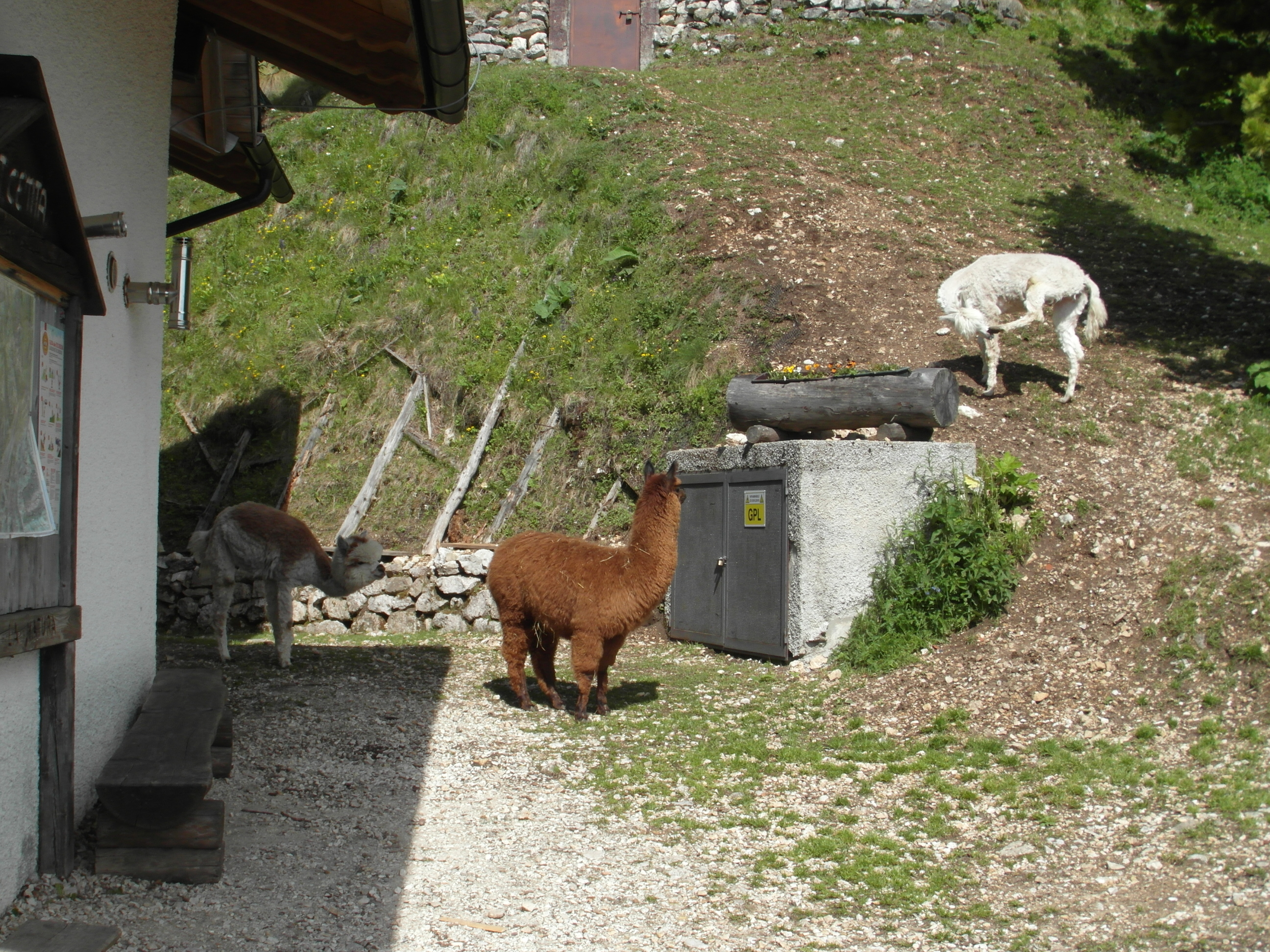
Esemplari di alpaca presso il rifugio

Già il 19 marzo 1959 in questo luogo esisteva una semplice baracca. Negli anni '60 Livio Ciola assieme a Giorgio Martinelli iniziò i lavori per una nuova costruzione. Nel 1981 vi fu una nuova ondata di lavori e l’inaugurazione avvenne l’anno successivo; questi furono possibili anche grazie alla teleferica che raggiunge direttamente il rifugio.
Nel 2002 ci fu un incendio, in seguito ad esso fu ricostruito e dedicato a Livio Ciola (presidente SAT Centa).
Presso il rifugio si trova anche un piccolo allevamento di alpaca.

## Accessi
L'accesso principale al rifugio è mediante il sentiero n. E442, che dal bar al Sindech, presso il valico della Fricca, lo raggiunge in circa un'ora. In alternativa, è possibile raggiungerlo partendo dalla località Frisanchi, nei pressi del rifugio Paludei (1058 m), mediante il sentiero n. E432 anche in questo caso in un'oretta.

## Ascensioni
Da rifugio è possibile salire dapprima al Bus de la Zole (2070 m), e quindi continuare per il Becco di Filadonna (2150 m).